# Juliana Sofia da Dinamarca
Juliana Sofia da Dinamarca e Noruega (18 de fevereiro de 1788 - 9 de maio de 1850) foi uma filha do príncipe-herdeiro Frederico da Dinamarca e princesa-consorte de Hesse-Philippsthal-Barchfeld.

## Família
Juliana era a terceira filha de Frederico, Príncipe Hereditário da Dinamarca e da duquesa Sofia Frederica de Mecklemburgo-Schwerin. Entre os seus irmãos estavam o rei Cristiano VIII da Dinamarca e Fernando, Príncipe Hereditário da Dinamarca. Os seus avós paternos eram o rei Frederico V da Dinamarca e a duquesa Juliana Maria de Brunsvique-Volfembutel. Os seus avós maternos eram o duque Luís de Mecklemburgo-Schwerin e a duquesa Carlota Sofia de Saxe-Coburgo-Saalfeld.

## Casamento
Juliana casou-se com o príncipe Guilherme de Hesse-Philippsthal-Barchfeld, filho do príncipe Adolfo de Hesse-Philippsthal-Barchfeld e da duquesa Guilhermina Luísa de Saxe-Meiningen, no dia 22 de agosto de 1812. O casal não teve filhos.